# Fundusz Postępu Gospodarczego
Fundusz Postępu Gospodarczego – centralny instrument finansowy istniejący w latach 1981–1983, mający na celu przeznaczanie środków wsparcia na finansowanie fachowej pomocy organizatorsko-doradczej dla rolniczych spółdzielni produkcyjnych.
Fundusz utworzony został w związku z potrzebą zapewnienia warunków ekonomicznych do rozwoju spółdzielczej gospodarki w rolnictwie i realizacji celów wynikających ze statutów oraz wdrażania przez gospodarstwa spółdzielcze działalności służącej produkcyjnemu i społecznemu postępowi na wsi.

## Tworzenie funduszu
Fundusz utworzony został ze środków jednostek organizacyjnych prowadzących skup zwierząt, produktów zwierzęcych oraz płodów rolnych w wysokości do 0,5% rocznej wartości skupu z rolniczych spółdzielni produkcyjnych. Środki  obciążały koszty jednostek prowadzących skup.
Fundusz gromadzony był na koncie Centralnego Związku Rolniczych Spółdzielni Produkcyjnych.

## Przeznaczenie Funduszu
Fundusz Postępu Gospodarczego przeznaczony był na:
- pokrycie kosztów pozyskiwania i transportu nawozów wapniowych i wapniowo-magnezowych na rzecz indywidualnych gospodarstw rolnych,
- pokrycie kosztów pozyskiwania i transportu nawozów wapniowych i wapniowo-magnezowych w uspołecznionych jednostkach organizacyjnych zrzeszonych w Centralnym Związku Kółek i Organizacji Rolniczych.

## Zniesienie Funduszu
Na podstawie uchwały Rady Ministrów z 1983 r. w sprawie utraty mocy obowiązującej niektórych uchwał Rady Ministrów i Prezydium Rządu, ogłoszonych w Monitorze Polskim zlikwidowano Fundusz.